# Kévin Koubemba
Kévin Koubemba (Coulommiers, 23 marzo 1993) è un calciatore francese naturalizzato congolese (Repubblica del Congo), attaccante del Gençler Birliği.